# 纽曼华语文学奖
纽曼华语文学奖（英語：Newman Prize for Chinese Literature），由美国的俄克拉荷马大学的美中关系研究所在2008年设立，旨在表彰华语文学的杰出贡献作品。该奖是美国境内第一个为华语文学设立的奖项，每两年颁发一次，任何在世的華人作家及作品都有机会获得提名。文学价值是该奖的唯一衡量标准。
獎項名稱以哈羅德·紐曼夫妇（Harold and Ruth Newman）的姓氏命名，以感謝他們对俄大美中关系研究所建立的慷慨捐助。
纽曼奖的提名候选以及遴选程序在由杰出专家组成的评委会主持展开，整个过程透明公开。获奖者将获得一万美元的奖励和奖匾一幅，并应邀前往俄克拉荷马大学进行领奖和一系列学术活动。

## 歷屆獲獎人
| 屆 | 年度   | 得主   | 居住地 |
| -- | ------ | ------ | ------ |
| 1  | 2009年 | 莫言   | 中国   |
| 2  | 2011年 | 韓少功 | 中国   |
| 3  | 2013年 | 楊牧   | 臺灣   |
| 4  | 2015年 | 朱天文 | 臺灣   |
| 5  | 2017年 | 王安憶 | 中国   |
| 6  | 2019年 | 西西   | 香港   |
| 7  | 2021年 | 閻連科 | 中国   |
| 8  | 2023年 | 張貴興 | 臺灣   |
| 9  | 2025年 | 零雨   | 臺灣   |

## 外部連結
- 纽曼华语文学奖：主页 （页面存档备份，存于）